# 桜山古墳群 (東松山市)

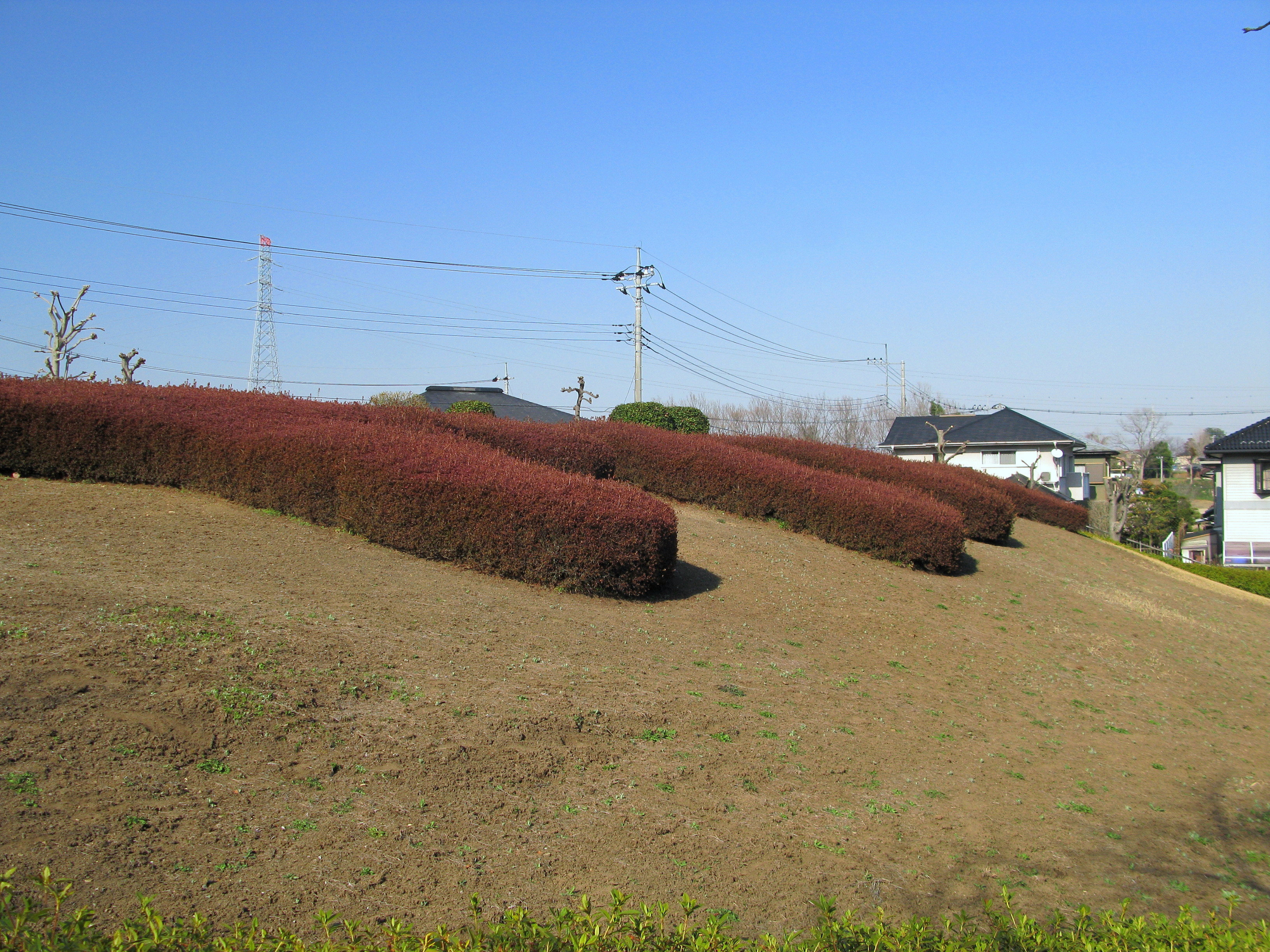
桜山窯跡群（2012年3月）

桜山古墳群（さくらやまこふんぐん）は、埼玉県東松山市に存在した円墳群である。円墳数基で構成され、別名桜山古墳群1-13号墳。同時に出土した桜山窯跡群（東松山市指定史跡）についても述べる。

## 概要
日本住宅公団（現：都市再生機構）が高坂丘陵土地区画整理事業の造成工事を行うにあたって発掘調査が行われたもので、6世紀～6世紀末頃に作られた横穴式石室の円墳群と窯跡群、古墳は7mから大きいものでは18mの周堀が確認されたものまで13カ所が確認されたものである。また須恵器窯2基、埴輪窯17基、住居跡3軒等が検出、出土品としては直刀、耳環、須恵器、土師器、刀などが発見されている。名称は当時の地名（大字田木字桜山）から。
桜山窯跡群は埼玉県内で出土したものとしては最古に属するのものであり、当時の地域での話題性の大きさから史跡公園として保存することになり、「はにわの丘公園」として整備され案内板なども設置されている。出土品は埼玉県立埋蔵文化財センター（熊谷市）に保管されている。

## はにわの丘公園
- 埼玉県東松山市桜山台4番地
- 東武東上線「高坂駅」南西約1.2km（徒歩約20分）
- 路線バス利用の場合は、高坂駅西口から川越観光バス高02系統：東京電機大学本館前行
  - 桜山台経由の場合は「桜山小学校」バス停徒歩約3分
  - 白山台郵便局経由の場合は「白山台郵便局前」バス停徒歩約8分

## 書籍
- 日本住宅公団高坂丘陵地区埋蔵文化財発掘調査報告〈5〉桜山古墳群 (1981年)
- 日本住宅公団高坂丘陵地区埋蔵文化財発掘調査報告〈6〉桜山窯跡群 (1982年)